# Thomas Solberg
Thomas Krokvik Solberg (* 25. Januar 1970 in Oslo) ist ein ehemaliger norwegischer Fußballspieler.

## Karriere
Thomas Solberg wurde im Januar 1970 in der norwegischen Hauptstadt Oslo geboren. Er begann seine Fußballkarriere etwa 60 km südlich von Oslo beim Moss FK. Danach stand der Abwehrspieler einige Jahre bei Viking Stavanger unter Vertrag. Im August 1999 wechselte Solberg für 300.000 £ nach Schottland zum FC Aberdeen. Zuvor hatte der Verein seinen Landsmann Cato Guntveit von Brann Bergen verpflichtet. Mit Arild Stavrum standen damit ab der Saison 1999/2000 drei Norweger im Kader von Aberdeen. Sein Debüt gab Solberg am 29. August 1999 im Ligaspiel gegen den FC St. Johnstone. In seiner ersten Spielzeit in Schottland absolvierte er 26 Ligaspiele und erzielte vier Tore. Mit den Dons wurde Solberg in der Scottish Premier League Tabellenletzter. Da die Liga für die folgende Saison auf zwölf Teams aufgestockt wurde, hielt Aberdeen als Tabellenzehnter die Spielklasse. Im schottischen Pokal unterlag er mit seiner Mannschaft im gleichen Jahr im Finale gegen die Glasgow Rangers mit 0:4. In den beiden folgenden Spielzeiten 2000/01 und 2001/02 kam er 20- und 10-mal zum Einsatz. Im Jahr 2002 kehrte Solberg zurück nach Norwegen zum Moss FK. Kurze Zeit später beendete er seine Karriere.